# Вишнє Бабино
Вишнє Бабино (рос. Вышнее Бабино) — село в Обоянському районі Курської області Російської Федерації.
Населення становить 221 особу. Входить до складу муніципального утворення Бабинська сільрада.

## Історія
Населений пункт розташований на території українського етнічного та культурного краю Східна Слобожанщина.
Від 2004 року входить до складу муніципального утворення Бабинська сільрада.

## Населення
| 1675 | 2002 | 2007 | 2008 | 2009 | 2010 | 2011 |
| ---- | ---- | ---- | ---- | ---- | ---- | ---- |
| 452  | ↘250 | ↘242 | ↗261 | ↘138 | ↗204 | ↗245 |
| 2012 | 2013 | 2014 | 2015 |      |      |      |
| ↘236 | ↘234 | →234 | ↘221 |      |      |      |